# Роу, Фред
Фред Роу (англ. Fred Roe; 1864[…], Кембридж — 16 августа 1947, Лондон) ― английский художник и иллюстратор.

## Жизнь и творчество
Фред Роу родился в Кембридже в семье Роберта Генри Роу. Своё обучение начал в Школе изящных искусств под руководством Сеймура Лукаса. Первый его работа была представлена на выставке в Королевской академии художества в 1877 году. Роу провёл многие годы своей жизни в Лондоне в квартале Хампстед, где проживал вместе с женой и сыном (Фредерик Гордон Роу, художественный критик).
Работы Фреда Роу написаны в историко-бытовом жанре, множество картин художник посвятил лондонскому Тауэру. Роу так же написал несколько картин, посвящённых героине Франции Жанне д'Арк, и различным сюжетам из жизни адмирала Горацио Нельсона. Он был выдающимся портретистом, и его работы ныне можно найти во многих британских художественных музеях, включая Национальную портретную галерею в Лондоне. 
Ближе к концу жизни Роу стал коллекционером антикварной мебели. Он был автором нескольких справочников по антиквариату: A History of Oak Furniture (История дубовой мебели, 1920), Ancient Church Chests and Chairs (Древние церковные сундуки и стулья, 1929). Роу также иллюстрировал издание Vanishing England Дитчфилда, а также многие другие книги.

## Галерея

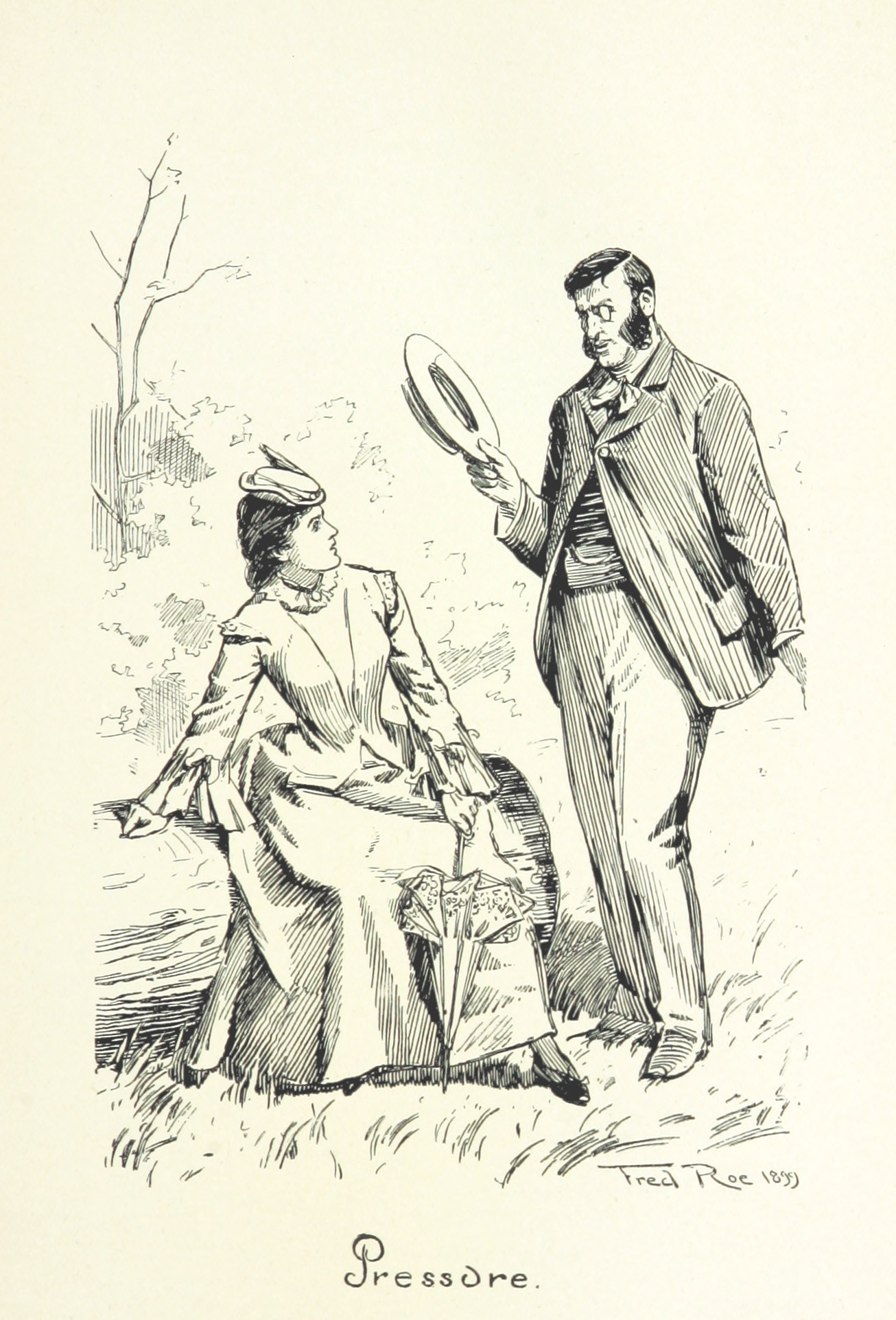
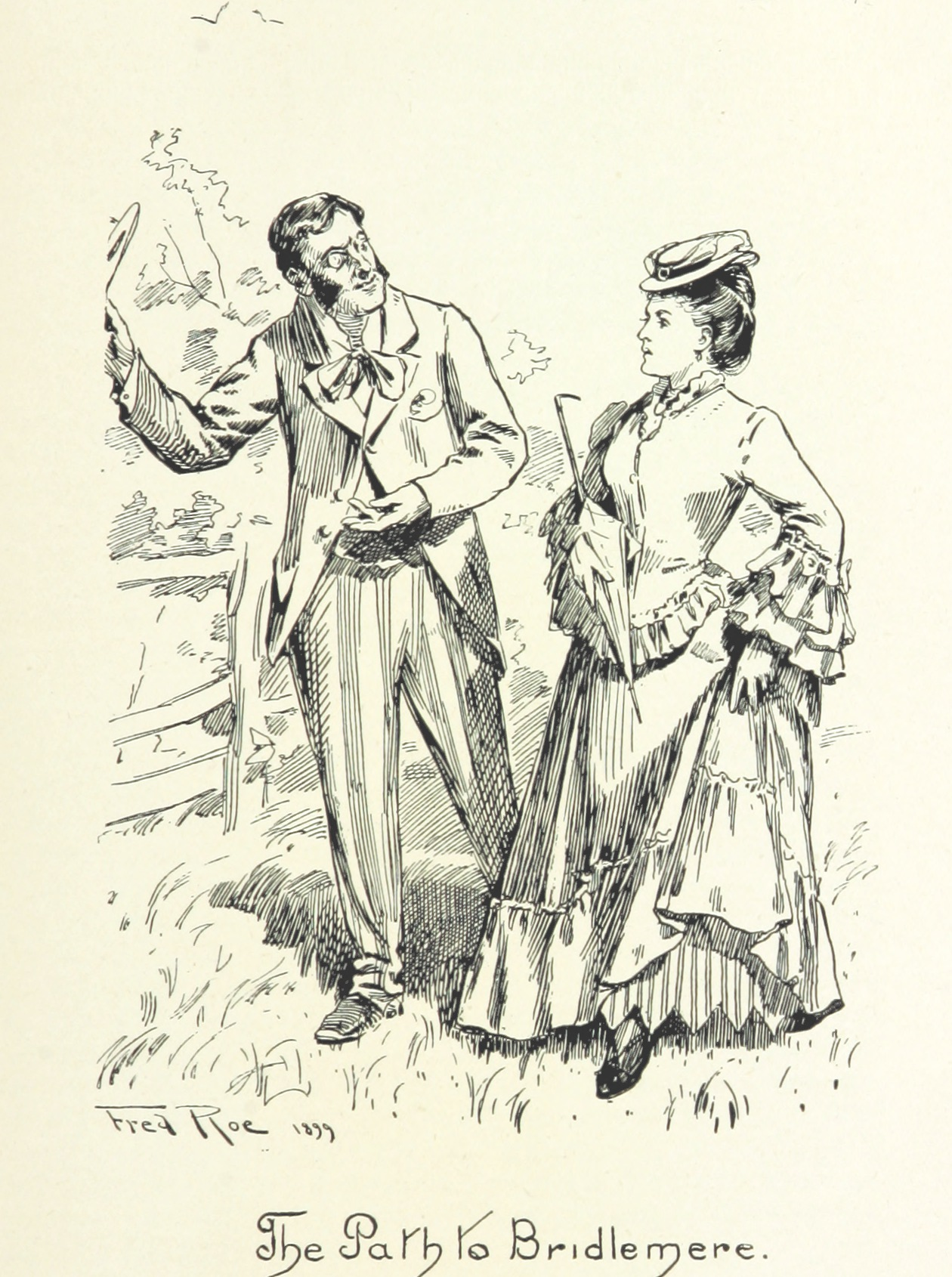
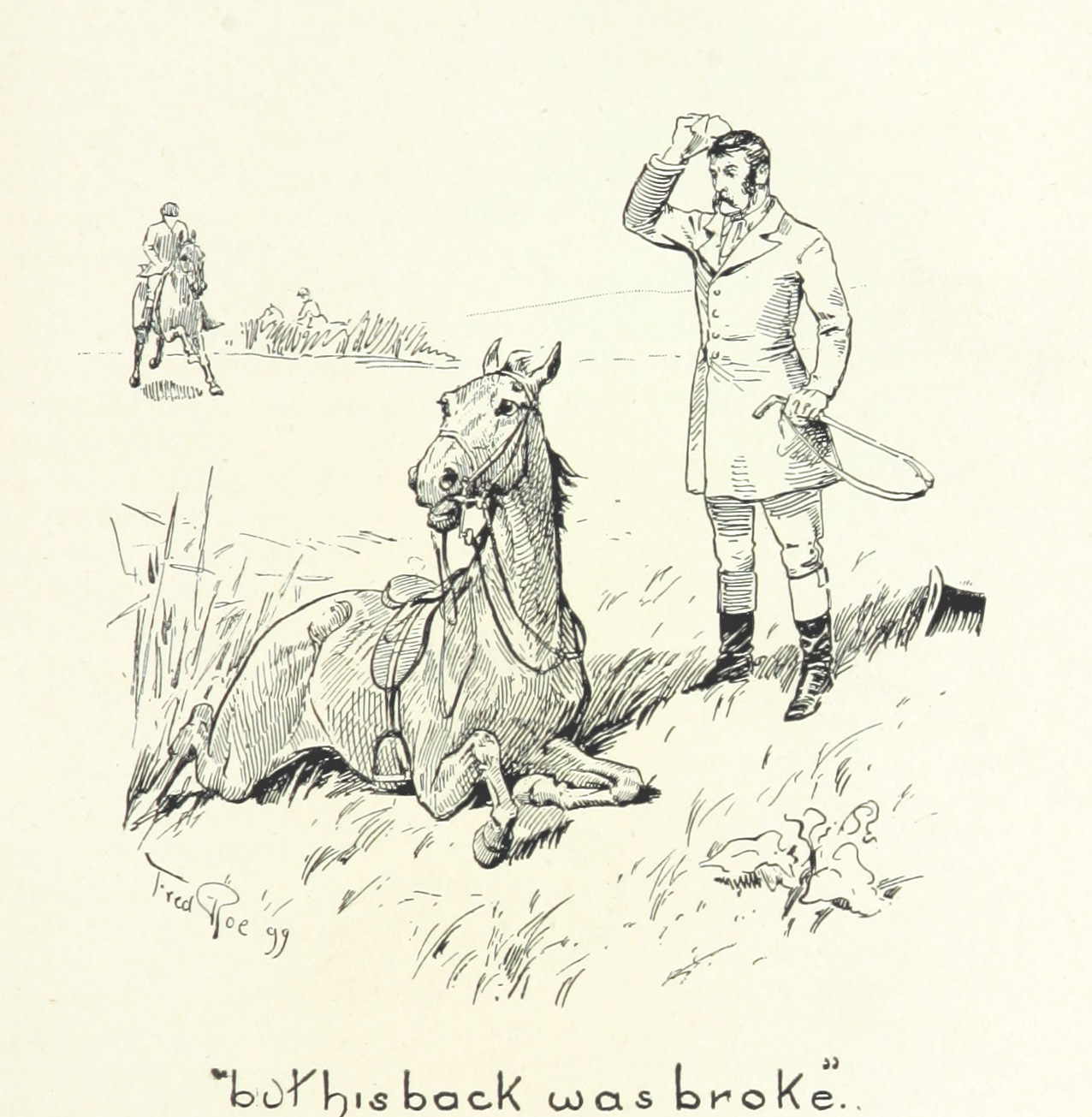
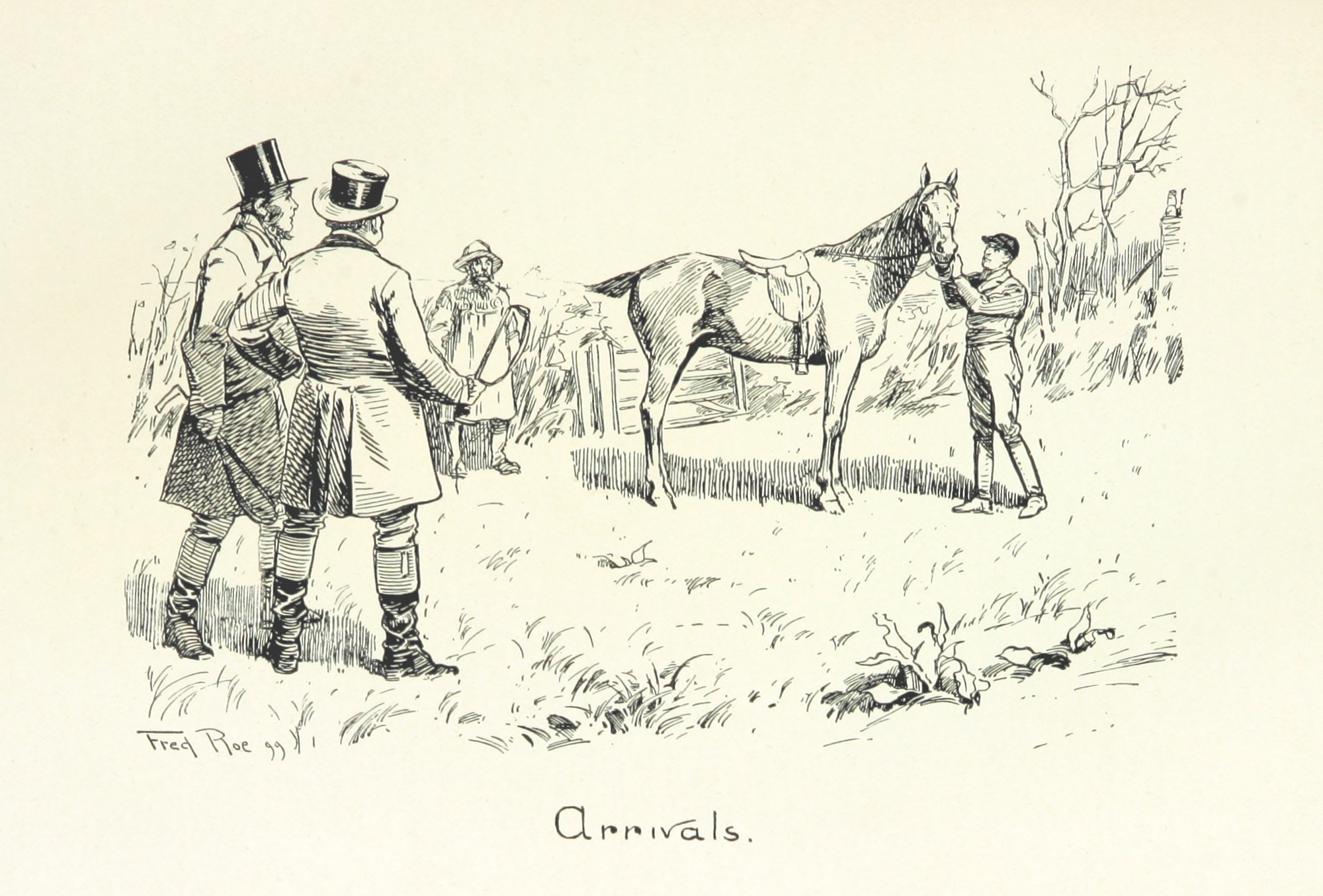